# Chartreuse de Val-di-Pesio
La chartreuse de l'Assomption de la Bienheureuse Vierge Marie (en latin : Cartusia Assumptionis Beatæ Mariæ) ou chartreuse du Val-de-Pez (en italien : Val-di-Pesio), est un ancien monastère chartreux, situé à 859 mètres d'altitude, au pied du massif de Marguareis, au lieu-dit Ardua, à environ 10 kilomètres du centre de Chiusa di Pesio, dans le Piémont en Italie.

## Histoire
La chartreuse de de Val-di-Pesio est une fondation des seigneurs de Morozzo, en l'honneur de la Vierge Marie  et saint Jean-Baptiste selon la charte de fondation datée du mois d'octobre 1173.  Ulderico, le premier prieur, organise la maison-basse ou correrie, à gauche de la Pesio, commence le bâtiment définitif sur la rive droite, et crée également les granges de San Michele et Rumiana.
Elle trouve de nombreux bienfaiteurs aux siècles suivants.
En 1218, Pesio est visité par deux prieurs des maisons savoyardes de Saint-Hugon et Aillon, qui, accompagnés de Guglielmo, inspectent ses terres et la haute vallée pour vérifier dans quelle mesure ils peuvent répondre aux besoins du monastère et réparer, puis fixent des conditions d'expansion plus larges ; enfin, en 1233, une alliance de prière est conclue avec le monastère des chartreux de Durbon.
Tout au long du XIIIe siècle des querelles de bornage l’opposent à la commune de Chiusa qui ont conduit à de véritables assauts contre la chartreuse, provoquant la destruction de certaines parties du monastère et le vol de biens accumulés par les religieux. Pour ces raisons, l'ordre des Chartreux décrète son abandon en 1350. La chartreuse reste déserte jusqu'au retour des moines, au début du XVe siècle, qui effectuent une restauration du monastère.
À la fin de l'année 1446, Louis XI, vient incognito à la chartreuse durant son exil chez son beau-père, le duc de Savoie, Louis Ier, Antoine Cocq, moine de la chartreuse,  lui prédit sa rentrée en grâce auprès de son père, Charles VII. La prédiction s'étant accomplie, le dauphin fait de riches présents à la chartreuse.
En 1509, la révolte populaire des habitants de Chuisa se rallume contre la chartreuse pour un différend sur les possessions de l'actuel hameau de San Bartolomeo, à l'époque inhabité, à la limite entre la propriété de la chartreuse et celle de la municipalité de Chiusa. Sur le chemin du monastère, chaque propriété du monastère est dévastée et incendiée par les habitants, ce à quoi s'ajoutent des menaces, des mauvais traitements et des blessures contre les moines. Pour réprimer la révolte, des troupes de soldats et de commissaires sont envoyées par le duc de Savoie, Charles II, qui ramènent le calme au village et le retour des biens volés à la chartreuse.
L'église est consacrée en 1599. 
En 1634, Le monastère accueille les princes de Piémont, Victor-Amédée Ier et Christine de France.
Elle souffre de sévices au XVIIe siècle. En 1655, une soi-disant fanfare nommée « banda del Carnevale », par haine personnelle contre les moines, assiège et ravage l'intérieur du couvent. Au XVIIe siècle, elle est complètement reconstruite. 
Le 16 août 1802, la suppression des ordres religieux et des congrégations est décrétée par le gouvernement de la République française. À partir du 31 août 1802, la procédure d'abolition effective des instituts religieux commence et à partir de décembre 1802, la vie monastique dans la chartreuse de Santa Maria est terminée. Le 3 mars 1803, après l'expulsion des vingt-trois religieux et des quarante-trois autres domestiques ou salariés, tous les biens sont mis aux enchères. 
Le monastère tombe dans un lent abandon qui est rapidement suivi de dévastations et de dommages au bâtiment par des tiers. Les meubles sacrés restant sont vendus aux églises voisines de la vallée : Coni , Limone Piemonte, Lurisia, Peveragno, les livres anciens à la bibliothèque municipale de Coni et les cloches d'argent au Louvre.
La chartreuse connait un bref renouveau avec l'achat, en 1840, par Giuseppe Avena qui restaure et convertit l'ancien monastère en un établissement d'hydrothérapie bien connu et apprécié ; Camillo Cavour, Massimo d'Azeglio et Marie-Clotilde de Savoie sont parmi ses fréquents visiteurs. Cependant, l'établissement connait un déclin au début du XXe siècle avec la naissance et l'avènement de nouveaux centres en Italie, ce qui conduit rapidement à un nouveau désinvestissement et à l'abandon du bâtiment.
C'est à partir de 1934, avec l'arrivée des Missionnaires de la Consolata de Turin, que la chartreuse connait une relance religieuse avec des interventions ciblées de restauration et de conservation. Aujourd'hui encore, les pères missionnaires gèrent le site de Pesio.

## Moines notables

### Prieurs
Le prieur est le supérieur d'une chartreuse, élu par ses comprofès ou désigné par les supérieurs majeurs.

Liste des prieurs d'après Carlo Tosca :
- 1173 : Ulderico, né à Casale Monferrato, venant de la Grande Chartreuse, premier prieur.
- 1185: Catberto, venant de la chartreuse de Durbon[3].
- ? : Guglielmo, plus tard à la tête de Casotto[3].
- 1318-1328 : Raimondo
- 1331-1332 : Raimondo
- 1442 : Vénérable Emanuele dei Conti Lascaris de Vintimille, ami de Bernardin de Sienne
- 1458-1465 :Stefano di Crivolo (Étienne de Crivolo)  (†1494), originaire de la région de Verceil, profès de Val-di-Pesio, procureur de la chartreuse de Rome, puis prieur de Casotto, de Val-di-Pesio, visiteur de la province de Lombardie.
- 1529 : Carlo de ’Merli di Frabosa
- 1557-1559 : Giovanni Maria Mezoto
- 1563 : Côme Festini (†1580), profès de Pavie, procureur général en 1557, déposé en 1565.
- 1632-1639 : Lorenzo Bergia d’Entracque
- 1639-1644 : Urbano Boetto
- 1606-1613 : Angelo Parentano
- 1680 : Giovanni Abbiati
- 1757 : Paolo Donadio
- 1798 : Pietro Giacomo Carroccio, dernier prieur

### Écrivains
- Guillaume d'Yvrée (Guillelmus de Yporegia), né vers 1250, probablement à Ivrée (Piémont), Guillaume entre à la chartreuse de Montebenedetto vers 1300, après avoir été dominicain ; il meurt vers 1320-1325, à la chartreuse de Val-di-Pesio où le chapitre général l'avait transféré[5]. Il a écrit De origine et veritate perfecte religionis[6].

- Antonio Cocq ou Lecoq (1390-†1458), né à Avigliana, d'une famille noble, ancêtre de Camillo Cavour, profès de la Grande Chartreuse, passe le reste de sa vie à prier et à écrire des œuvres ascétiques dont  "Croce del Frate". Il dédie un traité sur le livre de Job à Yolande de France et présente un livre de prophéties qu'il a écrit à Charles VIII, en 1494.

### Apothicaires
- Giovanni Paolo Cumino (1762-?), en religion Ugo Maria Cumino (it), né à Revello frère lai chartreux, botaniste et mycologue, à la fin du XVIIIe siècle, a écrit un mémoire mycologique très importante intitulée Fungorum Vallis Pisìì Specimen. Il est nommé membre correspondant, de l'Académie des sciences de Turin, le 12 janvier 1794; de l'Académie d'agriculture de Turin, le 4 juillet 1802[7].

### Autres
- Bienheureux Ambrogio de Feis da Benevagienna (†1540), probablement originaire de Bene Vagienna, appartient à la famille noble De Feis des comtes de Piossasco, profès, puis procureur du monastère[2].

## Architecture
Le monastère se compose de plusieurs bâtiments articulés autour du grand-cloître, parmi les parties les plus intéressantes du monastère, remodelées aux XVIe, XVIIe et XIXe siècles. Ouverte d'un côté vers les bois et la montagne au-dessus, elle possède un portail de 250 mètres de long orné de colonnes romanes, sous lequel s'ouvrent les cellules des moines et des logements pour les groupes, les cellules sont composées d'une chambre modeste, une petite cave et un potager avec un puits. Depuis le cloître, on accède à la chapelle du prieur, une petite salle aux décors ornés de scènes religieuses et de fausses perspectives du XVIIIe siècle. À l'extrémité nord du monastère, il y a l'église de l'Assomption du XVIe siècle dans laquelle se trouvent des fresques des peintres Giovanni Claret (it), (scènes de la vie de Jésus et de la Vierge) et Antonino Parentani, dans la voûte du presbytère et du stuc décoratif du XVIIe – XVIIIe siècles. A l'intérieur de la chartreuse, il est possible d'admirer une riche collection taxi-dermique, avec des animaux locaux et exotiques, mais pas toujours en bon état.